# Наталија Нарочницка
Наталија Нарочницка (Москва, 23. децембар 1948) руска је историчарка, политиколог и стручњак за међународне односе, инострани члан састава Српске академије науке и уметности од 4. новембра 2021.

## Биографија
Рођена је као ћерка историчара и академика Алексеја Леонтјевича и историчарке Лидије Ивановне која се од почетка шездесетих година 20. века бавила истраживањем спољне политике Русије у оквиру Института за историју Совјетског Савеза. Гувернанта ју је научила немачки језик, а касније је похађала специјалистичку немачку школу. Завршила је основне студије Факултета за међународне односе Московског државног института за међународне односе 1971. године и магистарске на Институту за међународну економију и међународне односе Руске академије наука 1974. Докторирала је 2002. године.
Радила је у Институту за међународну економију и међународне односе Руске академије наука, у Секретаријату Организације уједињених нација у Њујорку 1982—1989, у Државном думу Руске Федерације као посланик 2004—2007, у Комитету за међународне односе као заменик председника 2004—2007, у Фонду историјске перспективе као оснивач и директор од 2007. године и у Европском институту за демократију и сарадњу у Паризу као директор 2008—2018.
Члан је Фонда „Руски свет”, Руског друштва „Знање”, Руског фонда за фундаментална истраживања Руске академије наука, Савета Императорског православног палестинског друштва, Међусаборског присуства Руске православне цркве и члан председништва од 2009. године.
Добитница је Златне медаље за заслуге Републике Србије (2013), Златне медаље француског непрофитног удружења „La Renaissance Francaise” (2015) и награде „Клио” за целокупни допринос развоју историографије (2018).

## Дела

### Књиге
1. Нарочницка Н. А. «США и новая „восточная политика“ ФРГ». — : «Наука», 1979.
2. Нарочницка Н. А. «Россия и русские в мировой истории». — : «Международные отношения», 2005. — 536 с. — 6000 экз. —  5-7133-1132-5
3. Нарочницка Н. А. За что и с кем мы воевали. — : «Минувшее», 2005. — 79 с. — 27000 экз.,  5-902073-37-5
4. Нарочницка Н. А. «Русский мир». — Шаблон:СПб.: «Алетейя», 2007. — 320 с. — 5000 экз. —  978-5-91419-046-7
5. Нарочницка Н. А. «Великие войны XX столетия». — : «Айрис-Пресс», 2007. — 248 с. — 5000 экз. —  978-5-8112-2912-3
6. Нарочницка Н. А. «Россия и русские в современном мире». — : «Алгоритм», 2009. — 416 с. — 5000 экз. —  978-5-9265-0657-7
7. Нарочницка Н. А., Фалин В. М. и др. «Партитура Второй мировой. Кто и когда начал войну?» — : «Вече», 2009. — 416 с. —  978-5-9533-4298-8
8. Нарочницка Н. А. «Великие войны XX столетия. Ревизия и правда истории». — : «Вече», 2010. 352 с. — (Актуальная история). — 3000 экз. —  978-5-9533-4887-4
9. «Ялта-45. Начертания нового мира». / отв. ред. Н. А. Нарочницка. — : «Вече», 2010. — 5000 экз. —  978-5-9533-4615-3
10. Нарочницка Н. А. «Русский код развития». — : «Книжный мир», 2013. — 352 с. — (Служить России). — 2000 экз. —  978-5-8041-0603-5
11. Нарочницка Н. А. «Русский рубеж. Размышления историка в эпоху перемен». — : «Вече», 2018. 544 с. — 1500 экз. —  978-5-9533-6533-8[5]

### Радови
1. Нарочницка Н. А. Горькая правда о чеченском синдроме правозащитников. Архивирано на веб-сајту  (17. новембар 2022) // narotchnitskaya.com (27 мая 2022 года)
2. Нарочницка Н. А. Революция — духовное детище интеллигенции. // web.archive.org (politjournal.ru) (1 ноября 2007 года)
3. Нарочницка Н. А. Петр Вайль: «Византийский урок» получился антироссийским. — Фильм «Гибель империи. Византийский урок» вызвал бурю откликов. Интернет-портал «Российской газеты» // rg.ru (7 февраля 2008 года). Дата обращения: 28 мая 2022.
4. Нарочницка Н. А. Россия и проблема Курильских островов. Тактика отстаивания или стратегия сдачи. Интернет-портал «Руниверс» // runivers.ru (29 августа 2009 года). Дата обращения: 28 мая 2022.
5. Владимир Кожемякин. Наталия Нарочницка: чем грозит России демонизация советского государства? — Кто был самым кровожадным диктатором в истории? Почему наши западники Сталина проклинают, а про Ленина и Троцкого всё больше молчат? Зачем ставят на одну доску тоталитарные режимы в СССР и в нацистской Германии? Об этом разговор с руководителем Европейского института демократии и сотрудничества, доктором исторических наук Наталией Нарочницкой. Официальный сайт газеты «Аргументы и факты» // aif.ru (8 ноября 2017 года)